# یشنیتسا (سربیا)
یشنیتسا (به صربی: Lješnica) یک منطقهٔ مسکونی در صربستان است که در کوچوو واقع شده‌است. یشنیتسا ۲۳۶ نفر جمعیت دارد.